# La Closella
La Clusella, és una masia al terme municipal de Castellcir. Pertany a l'enclavament de la Vall de Marfà, antiga parròquia de Sant Pere de Marfà, que tingué ajuntament propi entre el 1812 i el 1827, abans d'unir-se en primera instància amb Santa Coloma Sasserra i després, el 1847, amb Castellcir.
Està situada al racó sud-occidental d'aquest enclavament, prop i al nord del Coll de Sant Llogari, on es troben els termes municipals de Castellcir, Castellterçol i Monistrol de Calders. És a la dreta del torrent de Colljovà, a l'extrem sud-oest del Serrat dels Llamps.
S'hi accedeix des de Monistrol de Calders pel Camí de Monistrol de Calders a Granera, que surt d'aquell poble -de la masia de Saladic- cap a llevant seguint la vall de la riera de Sant Joan. Un cop aquest camí arriba a prop del Molí d'en Sala, al cap de 900 metres del seu inici, abans de travessar la riera esmentada surt cap a llevant el Camí de Rubió que continua per la vall de la riera de Sant Joan pel seu costat dret. Al cap de poc més de 700 metres més s'arriba a la cruïlla d'on surt cap a l'est-nord-est el Camí de Monistrol de Calders a la Closella, que segueix aigües amunt la vall del torrent de Vall-llosera. Per aquest camí, en quasi 3 quilòmetres més s'arriba a la masia de la Closella.
Un altre camí, més llarg però també en bon estat, és el que surt del Pont de la Fàbrega, al límit entre Moià i Castellterçol, aigües avall per la vall del torrent de la Fàbrega, i, deixant el fons de la vall i enfilant-se cap als vessants de migdia de la vall, passa per les masies del Gironès, el Pedrós i Pujalt, per arribar finalment a la Closella en quasi 8 quilòmetres de recorregut.